# Mastigoniscus elegans
Mastigoniscus elegans är en kräftdjursart som beskrevs av Mungo Park 2000. Mastigoniscus elegans ingår i släktet Mastigoniscus och familjen Haploniscidae. Inga underarter finns listade i Catalogue of Life.